# Apple Vision Pro
Apple Vision Pro è un visore per la realtà mista prodotto da Apple, disponibile a partire dalla prima metà del 2024. 

Logo

Presentato nel corso della Worldwide Developers Conference (WWDC) del 5 giugno 2023, è il primo prodotto della Apple a entrare in una nuova categoria di accessori dal 2015, anno di uscita dell’Apple Watch. 
Il sistema operativo del visore, presentato nel corso della stessa conferenza, è nominato visionOS.
Apple Vision Pro implementa delle memorie DRAM dedicate, ad alta velocità, appositamente progettate.